# 唐明皇秋夜梧桐雨

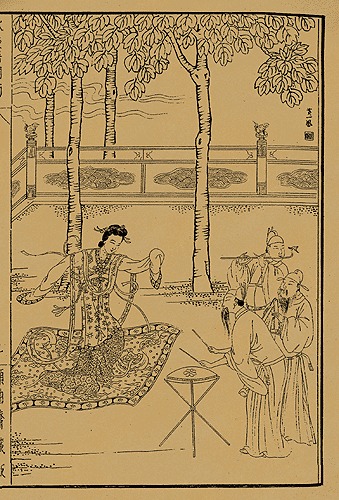

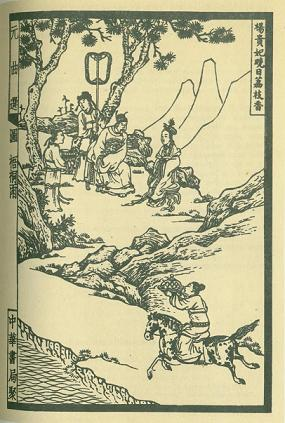
楊貴妃曉日荔枝香

《唐明皇秋夜梧桐雨》，元代雜劇，簡稱《梧桐雨》，元人白樸作品。取材自唐人白居易《長恨歌》和陈鸿《长恨歌传》。

## 劇情簡介
此劇共四折一楔子。
《元曲選》中此劇題目正名：
安祿山反叛兵戈擧
陳玄禮拆散鸞鳳侶
楊貴妃曉日荔枝香
唐明皇秋夜梧桐雨

### 第一折
七夕時節，唐玄宗賜楊貴妃金釵鈿盒，並對織女牽牛發願，“世世永為夫婦”。

### 第二折
唐玄宗倉皇幸蜀，並傳位于太子李亨。至馬嵬驛時，大軍不前，陳玄禮請誅楊國忠兄妹。明皇只得命貴妃自縊於佛堂中。

### 第三折
唐玄宗返長安後，一日夢中相見貴妃，後為梧桐雨聲驚醒，追憶往事，不勝惆悵之至。此折為全劇感情上的高潮。

## 評價
此劇在歷代評價甚高，清人李調元《雨村曲話》說：「元人詠馬嵬事無慮數十家，白仁甫《梧桐雨》劇為最」。王國維的《人間詞話》說：「白仁甫《秋夜梧桐雨》劇，沈雄悲壯，為元曲冠冕。」